# Štefan Kožuh
Štefan Kožuh, slovenski kapucin, rimskokatoliški duhovnik, prevajalec in teolog, * 1962, Kranj.

## Življenjepis
Štefan Kožuh je svoje otroštvo preživel na Gostečah pri Škofji Loki. H kapucinom je vstopil leta 1982, teologijo pa je študiral v Ljubljani. Diplomiral je leta 1988 z diplomskim delom Človekov odnos do stvarstva, ekološki problemi v luči teologije. Po zaključku študija v Ljubljani v letih 1988-1990 opravlja podiplomski magistrski študij frančiškovske duhovnosti v Rimu. V duhovnika je bil posvečen leta 1989.
Med 1991 in 2001 deluje kot vzgojitelj novincev in nekaj časa tudi kot predstojnik samostana v Vipavskem Križu ter svetovalec provinciala. Leta 1994 v Slovenijo vpelje Delavnice molitve in življenja.  Po letu 2001 nastopi službo tajnika Generalnega urada za formacijo bratov kapucinov, ki jo opravlja do leta 2006. Aprila 2008 je izvoljen za provinciala slovenskih kapucinov in septembra 2008 za predsednika višjih predstojnikov bratov kapucinov srednje in vzhodne Evrope. Leta 2022 je bil imenovan za generalnega vikarja reda manjših bratov kapucinov v Rimu.

## Izbrana bibliografija
- Duh Assisija. Molitvena ura za mir (1992). (COBISS)
- Br. Andrej Božič (2007). (COBISS)
- Br. Angel Kralj (2009). (COBISS)